# Christian Metz
Christian Metz (Béziers, 12 de desembre de 1931 - París, 7 de desembre de 1993) va ser un semiòleg, sociòleg i teòric cinematogràfic francès, reconegut per haver aplicat les teories de Ferdinand de Saussure a l'anàlisi del llenguatge del cinema, així com el 
concepte lacanià del estadi del mirall i altres provinents de la psicoanàlisi. Va impartir classes a l'École des hautes études en sciences sociales. Es va suïcidar el 1993.

## Obra
- Essai sur la signification au cinéma I (1968)
- Langage et cinéma (1971)
- Essai sur la signification au cinéma II (1973)
- Le signifiant imaginaire, psychanalyse et cinéma (1977)
- Essais sémiotiques (1977)
- L'énonciation impersonnelle, ou le site du film (1991)

### Sobre la seva obra
- Coloquio de Cerisy: Christian Metz y la Teoría del Cine. Buenos Aires: Editorial Catálogos, 1992. ISBN 950-9314-60-9
- Mitry, Jean: La semiología en tela de juicio: cine y lenguaje. Madrid: Akal, 1990. ISBN 84-7600-661-6